# エステラ・ウォーレン
エステラ・ウォーレン（Estella Warren、本名:Estella Dawn Warren、1978年12月23日 - ）は、カナダ・オンタリオ州ピーターボロ出身の女優。かつてはアーティスティックスイミング選手・モデル。

## 来歴

### シンクロ選手時代
1990年、12歳の時にアーティスティックスイミングのナショナルチームで練習をするため、同州トロントに引っ越す。1995年、17歳でシニアの全国大会に優勝した後、1996年アトランタオリンピックに進むチャンスがあった。彼女は通算3回のカナダチャンピオンに輝き、1995年にドイツのボンで行われた世界ジュニア選手権では銅メダルを獲得した。

### モデル時代
高校のファッションショーでエージェンシーの目に留まりモデルとしてデビュー。「スポーツ・イラストレイテッド」、「ヴォーグ」、「ヴァニティ・フェア」などの雑誌や、シャネルの5番のCMに出演し、注目されるようになった。2000年に、「マクシム」で『もっともセクシーな女性』に選ばれた。2005年には「FHM」が選ぶ、『世界で最もセクシーな女性100人』に61位としてランクイン。「スタッフ」の2006年-2007年ピンナップカレンダーの2007年11月にも選ばれた。
エステラはまた、UGG オーストラリア、アンドリュー・マーク、ペリー・エリス、ナイン・ウエスト、カルティエ、ボルボ、デビアス、キャシャレルのキャンペーンや、サムスングループのCM、ヴィクトリアズ・シークレットのファッションショーにも出演した。2000年にはスポーツ・イラストレイテッド・スウィムスイット・イシューのテレビ放映された特別版に招かれた。
シャネルの5番のCMを監督したリュック・ベッソンの勧めもあり、女優としてデビューすることになる。

### 女優時代
2001年から女優としての活動を開始する。
自身の映画出演2・3作目となる『ドリヴン』及び『PLANET OF THE APES/猿の惑星』での演技を評価され、第22回ゴールデンラズベリー賞ワースト助演女優賞を受賞。なお、作品自体も、『ドリヴン』は最低作品賞、最低監督賞、最低脚本賞、最低スクリーンカップル賞にノミネート、『PLANET OF THE APES/猿の惑星』は最低リメイク賞・最低助演男優賞（チャールトン・ヘストン）受賞という中での結果だった。
しかし、その後も映画やテレビドラマに順調に出演し、2005年には長寿テレビドラマ『ロー&オーダー』にゲスト出演している。

## 出演作品
| 年   | 作品                                                                    | 役名            | 注釈                                               |
| ---- | ----------------------------------------------------------------------- | --------------- | -------------------------------------------------- |
| 2001 | PERFUME パフューム Perfume                                              | Arrianne        | 映画                                               |
| 2001 | ドリヴン Driven                                                         | Sophia Simone   | 映画。ゴールデンラズベリー賞ワースト助演女優賞受賞 |
| 2001 | PLANET OF THE APES/猿の惑星 Planet of the Apes                          | Daena           | 映画                                               |
| 2001 | フラッシュバック Tangled                                                | Elise Stevens   | 映画                                               |
| 2003 | カンガルー・ジャック Kangaroo Jack                                      | Jessie          | 映画                                               |
| 2003 | The Cooler                                                              | Charlene        | 映画                                               |
| 2003 | ザット'70sショー That '70s Show                                         | Raquel          | テレビシリーズ（ゲスト）                           |
| 2003 | 告発者 I Accuse                                                         | Kimberly Jansen | 映画                                               |
| 2004 | Blowing Smoke                                                           | Faye Grainger   | テレビ映画                                         |
| 2004 | ヘッドハンター Pursued                                                  | Emily Keats     | 映画                                               |
| 2004 | Trespassing                                                             | Kristy Goodman  | 映画                                               |
| 2005 | エステラ・ウォーレンの知られたくない私のヒ・ミ・ツ Her Minor Thing      | Jeana           | 映画                                               |
| 2005 | LAW & ORDER:性犯罪特捜班 Law & Order: Special Victims Unit              | April Troost    | テレビシリーズ（ゲスト）                           |
| 2005 | ロー&オーダー Law & Order                                               | April Troost    | テレビシリーズ（ゲスト）                           |
| 2005 | ゴースト 〜天国からのささやき Ghost Whisperer                           | Alexis Fogarty  | テレビシリーズ（ゲスト）                           |
| 2006 | Pucked                                                                  | Jessica         | 映画                                               |
| 2006 | Taphephobia                                                             | Jesse Lennox    | 映画                                               |
| 2007 | 脅迫者 Lies and Crimes                                                  | Sally Hanson    | テレビ映画                                         |
| 2009 | メンタル:癒しのカルテ Mental                                            | Niobe Graham    | テレビシリーズ（ゲスト）                           |
| 2009 | 美女&野獣 Beauty and the Beast                                          | Belle           | テレビ映画                                         |
| 2009 | ザ・ボディヒート 美魔女の甘い肉体 Blue Seduction                        | Matty           | テレビ映画                                         |
| 2009 | The Superstars                                                          | 本人            | テレビシリーズ（スポーツバラエティ番組）           |
| 2010 | Irreversi                                                               | Kat             | 映画(アメリカ版)                                   |
| 2010 | 恋愛の処方箋 See You in September                                       | Lindsay         | 映画                                               |
| 2010 | ドライブ・ファースター Takedown (Transparency)                          | Monika          | 映画                                               |
| 2013 | アブノーマル・バケーション ～ある女優が堕ちるまで～ The Stranger Within | Emily           | 映画                                               |
| 2013 | Dangerous Intuition                                                     | Laura Beckman   | テレビ映画                                         |
| 2015 | ノクターナ ヴァンパイアVSヴァンパイア Nocturna                          | Belinda Moldero | 映画                                               |
| 2015 | No Way Out                                                              | Maria           | 映画                                               |
| 2016 | コードネームBT85 大統領暗殺を阻止せよ! Decommissioned                   | Rebecca Niles   | 映画                                               |
| 2017 | Just Within Reach                                                       | Grace           | 映画                                               |
| 2017 | フィール・ザ・デッド 〜パンデミック〜 Feel the Dead                     | Skyler          | テレビシリーズ                                     |
| 2017 | Age of the Living Dead                                                  | Michelle        | テレビシリーズ                                     |
| 2019 | The Beginning: Feel the Dead                                            | Skyler          | テレビ映画（テレビシリーズの前日譚）               |
| 2019 | Undateable John                                                         | Jane            | 映画                                               |